# Marko Zaror
Marko Zaror Aguad (Santiago del Cile, 10 giugno 1978) è un artista marziale, attore e stuntman cileno.

## Biografia
Nato a Santiago del Cile e vissuto a Los Angeles, Zaror ha iniziato a praticare le arti marziali all'età di sei anni. Le principali discipline a cui è stato addestrato e di cui è cintura nera sono il Taekwondo e la kickboxing.
Zaror è inoltre comparso in vari film d'azione in lingua spagnola, come Chinango e Kiltro, ed è stato la controfigura per Dwayne "The Rock" Johnson nel film del 2003 Il tesoro dell'Amazzonia.
Nel 2010 ha interpretato il ruolo del lottatore galeotto colombiano Raul "Dolor" Quinones nel film Undisputed 3, che è stato il suo primo ruolo in un film in inglese. Nel 2013 ha recitato nel film Machete Kills (2013), nel ruolo della guardia del corpo di Luther Voz (Mel Gibson), usando il nome Zaror.
Nel 2014 ha interpretato il ruolo di Nicky Pardo nel film Redeemer, regia di Ernesto Díaz Espinoza.
Nel 2016 ha interpretato il ruolo di Marcus nel film indiano Sultan, regia di Ali Abbas Zafar.
Nel 2017 esce il film Savage Dog - Il selvaggio, diretto da Jesse V.Johnson, dove torna a recitare in coppia con Scott Adkins. Nel doppiaggio italiano la voce di Marko Zaror è di Francesco Cataldo.
Zaror ha praticato anche Wing Chun, Hapkido e Haidong Gumdo.

## Filmografia
- Juan Camaney en Acapulco (1998)
- Hard As Nails (2001)
- Into the Flames (2002)
- Kiltro (2006)
- Mirageman (2007)
- Chinango (2007)
- Mandrill (2009)
- Undisputed 3 (2010)
- Machete Kills (2013)
- Il redentore - Redeemer, regia di Ernesto Díaz Espinoza (2014)
- Sultan, regia di Ali Abbas Zafar (2016)
- Savage Dog - Il selvaggio (Savage Dog), regia di Jesse V. Johnson (2017)
- The Defenders - miniserie TV (2017)
- Alita - Angelo della battaglia (Alita: Battle Angel), regia di Robert Rodriguez (2019)
- John Wick 4 (John Wick: Chapter 4), regia di Chad Stahelski (2023)
- The Killer's Game, regia di J.J. Perry (2024)

## Doppiatori italiani
Nelle versioni in italiano delle opere in cui ha recitato, Marko Zaror è stato doppiato da:
- Alessio Cigliano in John Wick 4